# هنری کالگرن
هنری کالگرن (سوئدی: Henry Källgren; ۱۳ مارس ۱۹۳۱ – ۲۱ ژانویهٔ ۲۰۰۵) بازیکن فوتبال اهل سوئد بود.
از باشگاه‌هایی که در آن بازی کرده‌است می‌توان به اشاره کرد.
وی همچنین در تیم ملی فوتبال سوئد بازی کرده‌است.